# Термостат
Вижте пояснителната страница за други значения на Термостат.
Терморегулатор или термостат е прибор за поддържане на постоянна температура (от гръцки θερμός thermós „топъл, горещ“ и στατός „стоящ“.) Това е прибор или възел, който с помощта на един датчик на температурата, измерва действителната температура, сравнява я с една зададена температура и чрез един регулиращ елемент я настройва до зададената (желаната) стойност.

## Начин на работа
Термостатът служи да регулира температурата до една желана (зададена) стойност и по-възможност да я поддържа постоянна. За да се изпълни тази задача, трябва непрекъснато да се измерва регулираната температура. Когато между зададената и измерената температура се появи разлика, термостатът трябва да се задейства, за да компенсира разликата. При сложните термостати типът на действие може да зависи от разликата. Като резултат на това задействане, разликата се намалява или изчезва напълно. Действието може да бъде включване или изключване на нагревател, охлаждане и други.
Задействането на термостата става или при изменение на измерената температура, или при смяна на зададената температура (нова настройка). Звеното, което извършва сравнение между измерената и зададената стойности и задава режима на управление, се нарича регулатор.

### Примери
- Термостати в радиатори за отопление и термостатни смесители за вода.
- Терморегулаторите в ютията, хладилника и фурната, се състоят от температурен ключ.
- Охладителният кръг (радиаторния кръг) на охлаждащата течност на двигателите с вътрешно горене включва термостат.

## Видове
- Термостати за висока температура (300 – 1200 °С)
- Термостати за средна температура (-60 до 500 °С)
- Термостати за ниски температури (под -60 °С)

### Механични термостати
Това са термостати, при които и измерването на температурата, и управлението се извършват по механичен начин

### Комплексни регулатори за температура
- Електронни регулатори в радиатори за отопление, които регулират различна зададена температура през деня, могат да се програмират за деня или за седмица, като се взема предвид и външната температура.
- Поялник с регулатор с термодвойка и електронен регулатор на температурата.
- Поялник с регулатор с фиксирана температура с използването на магнит с фиксирана определена температура на Кюри.
- Регулатор на температурата с поддържане на температура в оборудване

### Лабораторен термостат
Термостатът за лабораторна работа е апарат, в който се поддържа постоянна температура. Състои се от топлинно-изолиран съд, съдържащ нагревателна среда – въздух, течност и др., в който постоянната температура се поддържа обикновено чрез автоматични регулатори. Термостати за ниска температура се наричат криостати. За термостати могат да се използват за кратко време и вани с фазово равновесие на нагревателната среда – кипене, размразяване и евтектични точки.